# Dale Evans

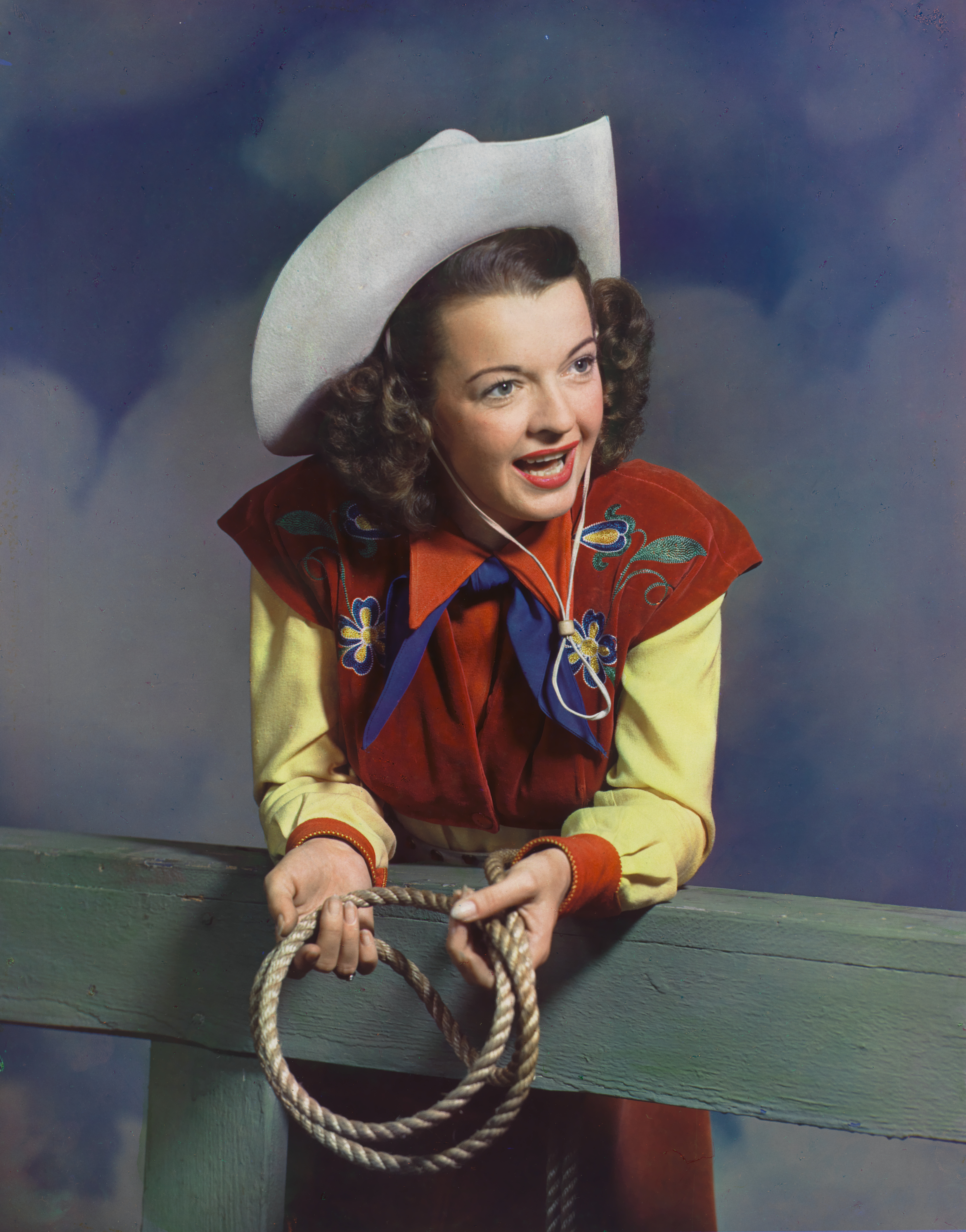
Dale Evans (1947)

Dale Evans (* 31. Oktober 1912 in Uvalde, Texas; † 7. Februar 2001 in Apple Valley, Kalifornien; gebürtig Lucille Woods Smith, später Frances Octavia Smith) war eine US-amerikanische Schauspielerin und Sängerin. Ihre größte Popularität erreichte sie an der Seite ihres Ehemanns Roy Rogers in zahlreichen musikalischen Western und der nach Rogers benannten Fernsehshow. Sie gilt neben Patsy Montana als eine der wenigen großen weiblichen Ikonen der Western Music.

## Leben
Laut ihrer Geburtsurkunde wurde Evans am 30. Oktober 1912 unter dem Namen Lucille Woods Smith in Uvalde, Texas, geboren. Demgegenüber bestand Evans selbst auf dem 31. Oktober als ihrem Geburtstag. Ihr Vorname wurde später in Frances Octavia geändert. Ihre Kindheit verbrachte Evans in Italy, Texas, einer landwirtschaftlich geprägten Kleinstadt südlich von Dallas, und zog später mit ihrer Familie nach Memphis, Tennessee. Wie sich im Laufe der Zeit herausstellte, hatte Evans Gesangstalent, und so begann sie, eine Karriere als Sängerin anzustreben. In den 1930er Jahren arbeitete sie bei mehreren lokalen Radiostationen in Memphis, Louisville, Dallas und Chicago. Während dieser Zeit nahm sie auch ihren Künstlernamen an. 1940 bewarb sie sich erstmals in Hollywood, was zu Verträgen mit den Studios 20th Century Fox (1941) und Republic Pictures (1943) führte, wo sie erste Rollen in Hillbilly-Filmen wie Swing Your Partner hatte. 1943 spielte sie an der Seite von John Wayne erstmals in einem Western, War of the Wildcats.
Der große Wendepunkt ihres Lebens kam 1944, als sie eine Rolle an der Seite von Roy Rogers in dem musikalischen Western The Cowboy and the Senorita bekam. Das Publikum war von dieser Paarung begeistert und es sollten 28 weitere Filme und zahlreiche Fernsehshows folgen. Dabei hatte Evans, die ihren Traum von einer Solo-Karriere als Pop-Sängerin noch nicht aufgegeben hatte, Anfangs noch Zweifel, ob sie sich dauerhaft mit ihrer Rolle als Co-Star abfinden könnte, und spielte 1945 mit dem Gedanken, das Studio zu verlassen. Im selben Jahr erschien noch das mit ihr und Al Pearce von Republic Pictures produzierte komödiantische Musikdrama Hitchhike to Happiness.

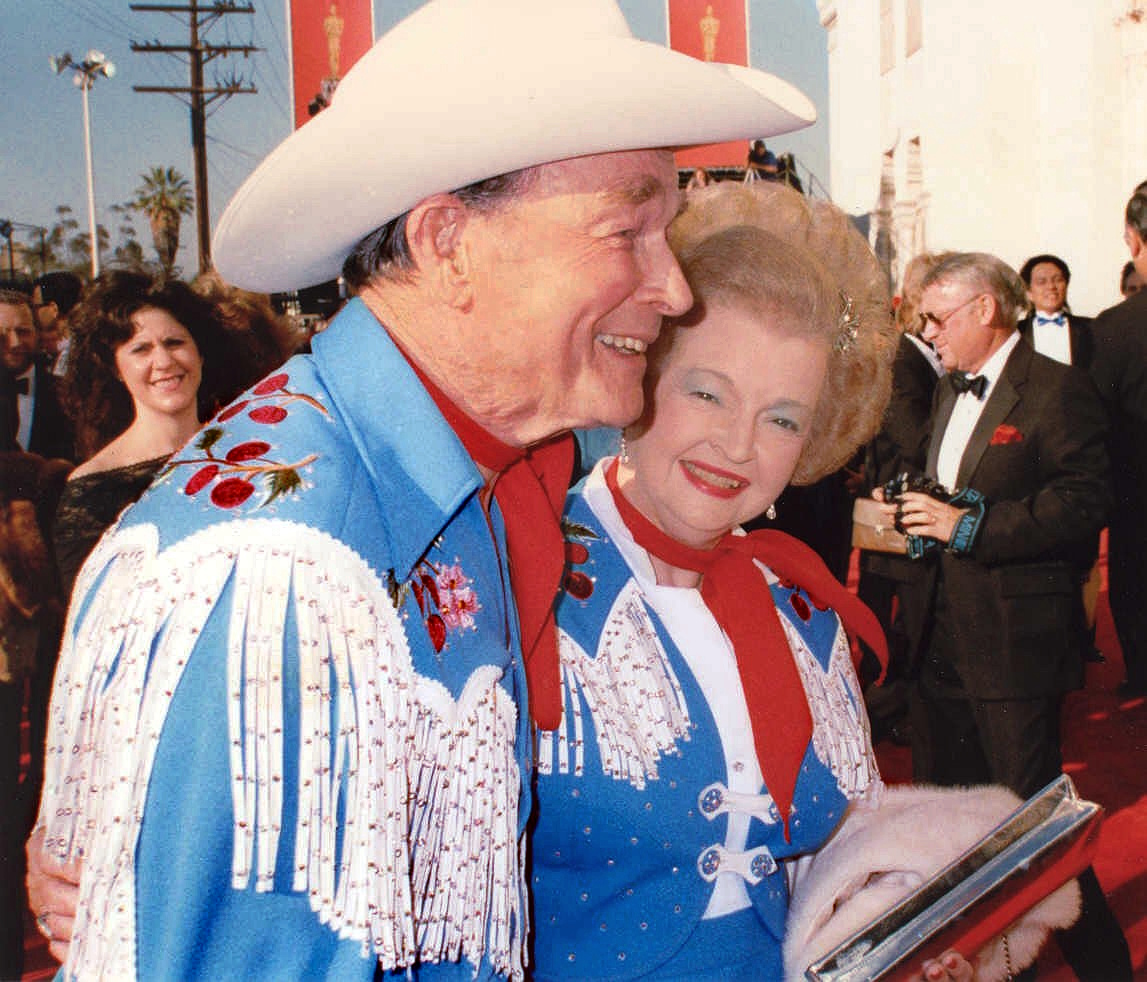
Dale Evans und Roy Rogers bei der Oscar-Verleihung 1989

Auch privat entwickelte sich ein enges Verhältnis zwischen den Kollegen Roy Rogers und Evans. Nach dem Tod von Rogers erster Ehefrau Arline im Jahr 1946 war Evans die Stütze an seiner Seite. An Silvester 1947 heirateten sie schließlich am Set ihres Films Home in Oklahoma. Für Evans war es die vierte Ehe. Zuvor war sie u. a. mit dem Komponisten R. Dale Butts verheiratet. Rogers und Evans bildeten fortan das Traumpaar der Western-Szene, sowohl auf der Leinwand und im Fernsehen als auch bei ihren zahlreichen öffentlichen Auftritten. Aus ihrer Feder stammt der Song Happy Trails, der zu Rogers’ Markenzeichen werden sollte. Daneben komponierte sie weitere bekannte Lieder wie Hazy Mountains oder My Heart Went That-A-Way. 
Neben Patsy Montana hat Dale Evans das Image vom singenden Cowgirl am grundlegendsten geprägt, obwohl sie im Gegensatz zu Kolleginnen wie Dorothy Page oder Jane Frazee nie die Hauptrolle in einem Western gespielt hat. So hat die Country-Band Dixie Chicks, die vor ihrem großen Durchbruch 1998 ein Cowgirl-Image gepflegt hatte, ihr erstes Album Thank Heavens for Dale Evans (1991) nach ihr benannt.

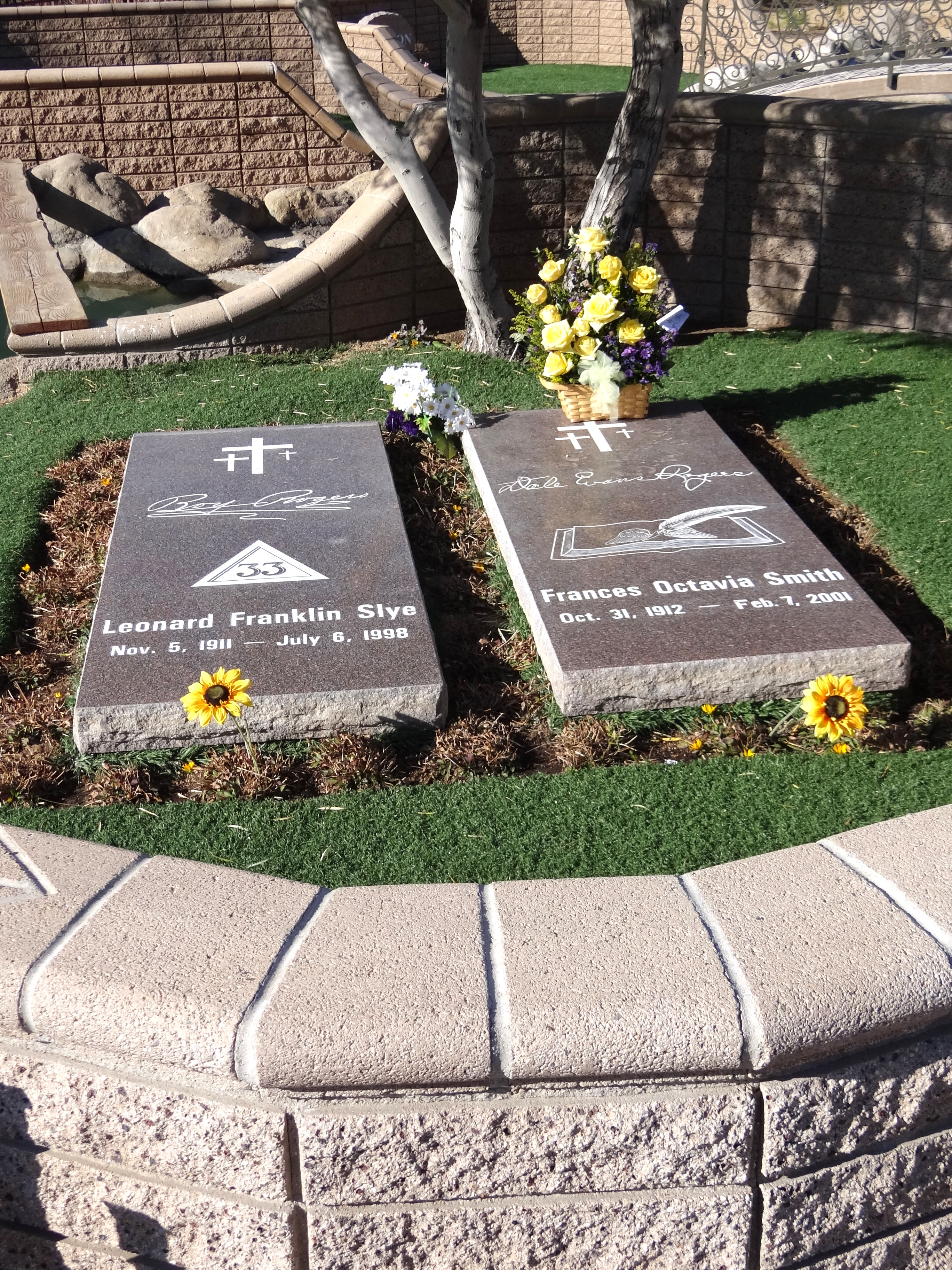
Grab in Apple Valley

Aus der Ehe mit Rogers ging eine gemeinsame Tochter hervor, Robin Elizabeth, die mit Down-Syndrom geboren wurde und kurz vor ihrem zweiten Geburtstag verstarb. Diesen Schicksalsschlag  verarbeitete die tief gläubige Evans in dem Buch Angel Unaware, außerdem schrieb sie weitere religiöse Bücher und Lieder, etwa The Bible Tells Me So. Daneben adoptierte das Paar neben Rogers’ drei Kindern aus erster Ehe – Cheryl Darlene, Linda Lou und Roy Jr. („Dusty“) – vier weitere Kinder: Mary („Dodie“), John David („Sandy“), Marion („Mimi“) und Deborah Lee. Die Ehe währte 51 Jahre bis zum Tod von Rogers im Jahr 1998.
Evans starb am 7. Februar 2001 im Alter von 89 Jahren an Herzversagen und wurde neben Rogers im Sunset Hills Memorial Park in Apple Valley, Kalifornien, beigesetzt.

## Auszeichnungen
Für ihre Verdienste wurde Dale Evans mehrfach ausgezeichnet, u. a. mit einem Stern auf dem Walk of Fame in Hollywood.